# Jamie Ward
Pour les articles homonymes, voir Ward.
Jamie John Ward, né le 12 mai 1986 à Solihull (Angleterre), est un footballeur nord-irlandais, qui évolue aux postes d'ailier et d'attaquant.

## Carrière

### En club
Après avoir été formé à Aston Villa où il perd en finale de la FA Youth Cup contre Middlesbrough en 2004, il signe son premier contrat professionnel avec son club formateur à l'été 2005. Prêté à Stockport County où il inscrit son premier but, il est transféré en 2006 à Torquay United puis, la saison suivante, à Chesterfield, où il parvient à inscrire 31 buts en 74 rencontres.
Prêté durant le mercato de janvier 2011 à Derby County, il s'impose dans l'équipe et signe à l'issue de la saison un contrat de deux ans pour une indemnité de transfert non précisée. À l'issue de la saison 2014-15, il est libéré par Derby.
Le 2 juillet 2015, il rejoint Nottingham Forest.
Le 31 août 2016 il est prêté à Burton Albion.
Le 31 janvier 2018, il est prêté à Cardiff City.
Le 31 août 2018, il est prêté à Charlton Athletic.

### Sélection internationale
Sélectionné en équipe d'Irlande du Nord des moins de 18 ans, puis dans la sélection espoirs, il est éligible à la nationalité nord-irlandaise par son grand-père, bien que lui-même soit né en Angleterre.